# Fear of the Dawn
| Совокупная оценка    | Совокупная оценка |
| Источник             | Оценка            |
| -------------------- | ----------------- |
| Metacritic           | 75/100            |
| Оценки критиков      |                   |
| Источник             | Оценка            |
| AllMusic             | [ 5 ]             |
| American Songwriter  | [ 6 ]             |
| DIY                  | [ 7 ]             |
| Entertainment Weekly | B                 |
| The Independent      | [ 9 ]             |
| NME                  | [ 10 ]            |
| Paste                | 6.5/10            |
| Pitchfork            | 6.5/10            |
| PopMatters           | 9/10              |
| Rolling Stone        | [ 12 ]            |

Fear of the Dawn — четвёртый сольный студийный альбом американского рок-музыканта Джека Уайта (основателя The White Stripes), выпущенный 8 апреля 2022 года его собственным лейблом Third Man Records. Песни были написаны в Нашвилле, а диск записывался в течение 2021 года на студии Third Man Studio.

## Об альбоме
Fear of the Dawn был записан в 2021 году на студии Third Man Studio.
В октябре 2021 года Уайт выпустил свой первый с 2018 года сольный сингл «Taking Me Back». В ноябре Уайт объявил, что выпустит два сольных альбома в 2022 году: Fear of the Dawn, в котором будет звучать традиционное рок-звучание Уайта, и Entering Heaven Alive, фолк-альбом, выход которого запланирован на 22 июля. Уайт выпустил клип на «Taking Me Back» 11 ноября.
В декабре 2021 года Уайт объявил о начале Supply Chain Issues Tour 8 апреля 2022 года в Детройте, штат Мичиган. Тур охватывает Северную Америку и Европу. 11 февраля 2022 года Уайт выпустил заглавный трек «Fear of the Dawn» в качестве стороны-Б ведущего сингла из «Entering Heaven Alive», «Love Is Selfish», и загрузил музыкальное видео для «Fear of the Dawn» на YouTube в тот же день. 3 марта 2022 года Уайт выпустил песню «Hi-De-Ho» (в которой участвует рэпер Q-Tip, ранее входивший в хип-хоп группу A Tribe Called Quest), как второй отдельный сингл с альбома «Fear of the Dawn». Наконец, 7 апреля 2022 года Уайт выпустил «What’s the Trick?» как последний сингл-сюрприз за день до выхода альбома.
Релиз Fear of the Dawn состоялся 8 апреля 2022 года.

## Отзывы
Альбом получил положительные и умеренные отзывы музыкальной критики и интернет-изданий. Одни обозреватели выделили его «живой, насыщенный продакшн и пульсирующее звучание» (American Songwriter), другие назвали «яростно тяжелой и в чудесном смысле странной» работой (DIY), и даже назвали пластинку «причудливым эйфорическим экспериментом» (Rolling Stone).

### Итоговые годовые списки
| Публикация | Список                              | Ранг | Ссылка |
| ---------- | ----------------------------------- | ---- | ------ |
| Variety    | Chris Willman’s Best Albums of 2022 | 3    | [ 23 ] |

## Коммерческий успех
Альбом дебютировал на 4-м месте в Billboard Hot 100 с тиражом 42000 эквивалентных единиц, включая 39,000 копий продаж (в том числе, 24000 на виниле), а также возглавил рок-чарты Top Rock Albums и Top Alternative Albums и чарты Top Album Sales (сольно в 4-й раз), Tastemakers Albums и Vinyl Albums. Чарт виниловых пластинок он возглавил сольно в 5-й раз после Blunderbuss (2012), Lazaretto (2014), Acoustic Recordings 1998-2016 (2016) и Boarding House Reach (2018) и ещё было два раза, сначала с группой The Raconteurs Stranger и затем с группой The Dead Weather Dodge and Burn (2015).

## Список композиций
| №                   | Название                       | Автор(ы)                                                                      | Длительность |
| ------------------- | ------------------------------ | ----------------------------------------------------------------------------- | ------------ |
| 1.                  | «Taking Me Back»               |                                                                               | 3:59         |
| 2.                  | «Fear of the Dawn»             |                                                                               | 2:02         |
| 3.                  | «The White Raven»              |                                                                               | 2:43         |
| 4.                  | «Hi-De-Ho» (при участии Q-Tip) | White Камаль Фарид Кэб Кэллоуэй Buster Harding Jack Palmer                    | 3:56         |
| 5.                  | «Eosophobia»                   |                                                                               | 3:41         |
| 6.                  | «Into the Twilight»            | White Джон Диззи Гиллеспи Frank Paparelli Jon Hendricks Jay Graydon Alan Paul | 4:41         |
| 7.                  | «Dusk»                         |                                                                               | 0:30         |
| 8.                  | «What's the Trick?»            |                                                                               | 3:34         |
| 9.                  | «That Was Then (This Is Now)»  |                                                                               | 3:10         |
| 10.                 | «Eosophobia (Reprise)»         |                                                                               | 3:12         |
| 11.                 | «Morning, Noon and Night»      |                                                                               | 4:45         |
| 12.                 | «Shedding My Velvet»           |                                                                               | 3:41         |
| Общая длительность: | Общая длительность:            | Общая длительность:                                                           | 39:54        |

## Чарты
| Чарт (2022)                                  | Высшая позиция |
| -------------------------------------------- | -------------- |
| Австрия (Ö3 Austria)                         | 4              |
| Бельгия/Фландрия (Ultratop)                  | 12             |
| Бельгия/Валлония (Ultratop)                  | 18             |
| Канада (Canadian Albums Chart)               | 10             |
| Дания (Hitlisten)                            | 40             |
| Нидерланды (Album Top 100)                   | 11             |
| Финляндия (Suomen virallinen lista)          | 34             |
| Франция (SNEP)                               | 16             |
| Германия (Offizielle Top 100)                | 6              |
| Ирландия (Irish Albums Chart)                | 27             |
| Италия (FIMI)                                | 76             |
| Япония (Oricon)                              | 36             |
| Шотландия (Scottish Albums Chart)            | 2              |
| Швейцария (Schweizer Hitparade)              | 3              |
| Великобритания (UK Albums Chart)             | 3              |
| Великобритания (UK Independent Albums Chart) | 3              |
| США (Billboard 200)                          | 4              |
| США (Billboard Independent Albums)           | 2              |
| США (Billboard Top Alternative Albums)       | 1              |
| США (Billboard Top Rock Albums)              | 1              |